# عمود الكهرباء الساكنة
عمود الكهرباء الساكنة هي أداة تستخدم للتخلص من الكهرباء الساكنة الموجودة أو المتبقية في خط الإنتاج . وعادة يتكون من طبقات من الورق أو البلاستيك . ويستخدم في المعامل الهندسية أو المصانع لخلق مسار للتيار إلي الأرض . وبذلك يكون قد تم التأريض .
ويوجد نوعين من الأعمدة :
- عمود لا يسبب صدمات : وهو العمود الذي لا يسبب للشخص صدمات إذا لمسه بالخطأ .
- عمود حي : وهو الذي يجب تبديله , لأن الشخص سيتعرض لصدمة إذا لمسه بالخطأ .